# Alexander Gordon-Lennox
Sir Alexander Henry Charles Gordon-Lennox KCVO CB DSO (* 9. April 1911; † 4. Juli 1987) war ein britischer Marineoffizier, zuletzt Rear-Admiral der Royal Navy.

## Leben
Gordon-Lennox gehörte dem britischen Adelsgeschlecht Lennox of Richmond an, das eine Bastardlinie des Hauses Stuart ist. Sie wurde von Charles Lennox, 1. Duke of Richmond, einem 1672 außerehelich geborenen Sohn des englischen Königs Karl II., begründet. Alexander Gordon-Lennox war der jüngere Sohn von Lord Bernard Gordon-Lennox, einem 1914 im Ersten Weltkrieg gefallenen Major der British Army, der wiederum der dritte Sohn von Charles Gordon-Lennox, 7. Duke of Richmond war. Damit war Charles Gordon-Lennox, 8. Duke of Richmond der Onkel von Alexander Gordon-Lennox; Charles Gordon-Lennox, Lord Settrington sowie Frederick Gordon-Lennox, 9. Duke of Richmond waren seine Cousins ersten Grades. Sein älterer Bruder war Sir George Charles Gordon-Lennox (1908–1988), Lieutenant-General der British Army.
Alexander Gordon-Lennox trat 1924 in die Royal Navy ein. 1934 wurde er zum Lieutenant befördert. Während des Zweiten Weltkriegs diente er im Nahen Osten, in Konvois an der Ostküste und in Nordmeergeleitzügen. 1942 wurde er zum Lieutenant-Commander 1946 wurde er zum Commander und 1951 zum Captain befördert. Er wurde 1954 Kommandant der Sloop Mermaid sowie Kommandeur des 2. Fregattengeschwaders. 1955 wurde er Kommandant der Signalschule HMS Mercury, während des malaiischen Notstands 1957 Flaggkapitän des Kreuzers Newcastle und 1959 stellvertretender Leiter für Versorgung und Transport bei der Admiralität. 1960 wurde er zum Rear-Admiral befördert. Sein letzter Dienstposten war 1961 der des Präsidenten des Royal Naval College in Greenwich, bevor er im Oktober 1962 in den Ruhestand ging. Bei den Neujahrsehrungen 1962 war er als Companion des Order of the Bath (CB) ausgezeichnet worden.
Im Ruhestand war er zwischen 1961 und 1976 Serjeant-at-Arms des House of Commons und wurde 1972 bei den New Year Honours als Knight Commander des Royal Victorian Order (KCVO) geadelt.
Gordon-Lennox heiratete 1936 Barbara Steele († 1987), Tochter des Major-General Julian McCarty Steele. Sie hatten zwei Söhne, die beide Karrieren bei der Royal Navy verfolgten:
- Michael Charles Gordon-Lennox (* 1938), Captain der Royal Navy, ⚭ 1974 Jennifer Susan Gibbs, Hofdame der Königinmutter und später der Königin;
- Andrew Charles Gordon-Lennox (* 1948), Commander der Royal Navy, britischer Verteidigungs- und Marineattaché in Dänemark, ⚭ 1973 Julia Jane Neill Morrison.